# جيمس فلين
جيمس فلين (بالإنجليزية: James Flynn)‏ هو محامي وسياسي أمريكي، ولد في 25 سبتمبر 1944. حزبياً، نشط في الحزب الديمقراطي. وقد انتخب عضو مجلس ولاية ويسكونسن.